# Mimulus strictus
Mimulus strictus är en gyckelblomsväxtart som beskrevs av George Bentham. Mimulus strictus ingår i släktet gyckelblommor, och familjen gyckelblomsväxter. Inga underarter finns listade i Catalogue of Life.